# Shay Mitchell
Shannon Ashley "Shay" Mitchell (Toronto, Ontario, Kanada, 10. travnja 1987.), američka je glumica i model. Najpoznatija je po ulozi Emily Fields u američkoj TV seriji Slatke male lažljivice.

## Životopis
Rođena od majke Filipinke i oca Irca/Škota, Mitchell je Kanađanka po nacionalnosti, rođena u Torontu, Ontario. Bavi se plesom od pete godine života. Kad joj je bilo 10 godina preselili su se u Vancouver. Godinu dana nakon preseljenja, međunarodna modna agencija je otvorila kasting za sve mlade djevojke, gdje se Mitchell prijavila i ušla u uži krug.

## Karijera
Nekoliko godina se bavila modelingom za različite kompanije u gradovima kao što su Bangkok, Hong Kong i Barcelona, zatim se vratila u Toronto i pohađala satove glume. Nakon što se upisala u školu glume, Mitchell se pojavila u kanadskoj tinejdžerskoj dramskoj seriji Degrassi: The Next Generationi te se pojavila u nekoliko reklama.
U Disney XD-ovoj seriji Aaron Stone je glumila u dvije epizode. Pojavila se u spotu za pjesmu Seana Paula "Hold My Hand". Krajem 2009. godine je dobila ulogu Emily Fields u američkoj hit-seriji Slatke male lažljivice, iako se na audiciji prijavila za ulogu Spencer Hastings.